# Jefferson megye (Illinois)
Jefferson megye az Amerikai Egyesült Államokban, azon belül Illinois államban található. Megyeszékhelye és legnagyobb városa Mount Vernon. Lakosainak száma 37 113 fő (2020. április 1.). Jefferson megye Marion, Franklin, Wayne, Hamilton, Washington és Perry megyékkel határos.

## Népesség
A megye népességének változása:
| Lakosok száma | 38 796 | 38 758 | 38 677 | 38 644 | 38 353 | 37 113 |
|               | 2010   | 2011   | 2012   | 2013   | 2015   | 2020   |